# كأس آسيا لكرة القدم للسيدات 2010
أقيمت بطولة آسيا لكرة القدم للسيدات 2010 في الصين في الفترة من 19 مايو إلى 30 مايو 2010.
البطولة موأهلة كأس العالم لكرة القدم للسيدات 2011.

## التصفيات

### تصفيات الكأس
انظر أيضا: تصفيات كأس آسيا لكرة القدم للسيدات 2010
- كوريا الشمالية
- الصين
- أستراليا
- اليابان
- كوريا الجنوبية
- ميانمار (فائز المجموعة الأولى)
- تايلاند (فائز المجموعة الثانية)
- فيتنام (فائز المجموعة الثالثة)

## دور المجموعات
حددت المجموعتين في 21 نوفمبر 2009 في كوالالمبور، ماليزيا.

### المجموعة الأولى
| الفريق         | لعب | فاز | تعادل | خسر | له | عليه | +\- | النقاط |
| -------------- | --- | --- | ----- | --- | -- | ---- | --- | ------ |
| اليابان        | 3   | 3   | 0     | 0   | 14 | 1    | 13+ | 9      |
| كوريا الشمالية | 3   | 2   | 0     | 1   | 6  | 2    | 4+  | 6      |
| تايلاند        | 3   | 1   | 0     | 2   | 2  | 7    | 5–  | 3      |
| ميانمار        | 3   | 0   | 0     | 3   | 0  | 12   | 12– | 0      |

| كوريا الشمالية                                    | 3 – 0                         | تايلاند |
| ------------------------------------------------- | ----------------------------- | ------- |
| يون ميونغ هوا 1' · كيم يونغ اي 2' · يو يون مي 73' | تقرير الاتحاد الآسيوي التقرير |         |

| اليابان | 8 – 0 | ميانمار |
| --- | ----- | ------- |
| ازوسا إيواشيميزو 4' · هوماري ساوا 10'، 71' · مامي يماغوشي 28' (ركلة.)، 60' · ايا ساميشيما 50' · ايا مياما 54' · ميغومي كامينوبي 85' |       |         |

| تايلاند | 0 – 4 | اليابان                                                                    |
| ------- | ----- | -------------------------------------------------------------------------- |
|         |       | ميغومي تاكاسي 28' · مانامي ناكانو 42' · رومي أوتسوجي 45+3' · كوزو أندو 55' |

| ميانمار | 0 – 2 | كوريا الشمالية                  |
| ------- | ----- | ------------------------------- |
|         |       | يون سونغ مي 17' · يو يون مي 84' |

| كوريا الشمالية | 1 – 2 | اليابان |
| -------------- | ----- | ------- |
|                |       |         |

| ميانمار | 0 – 2 | تايلاند                                   |
| ------- | ----- | ----------------------------------------- |
|         |       | نافاط سيسراوم 15' · وارانيا تشيكانتري 89' |

### المجموعة الثانية
| الفريق         | لعب | فاز | تعادل | خسر | له | عليه | +\- | النقاط |
| -------------- | --- | --- | ----- | --- | -- | ---- | --- | ------ |
| أستراليا       | 3   | 2   | 0     | 1   | 5  | 2    | 3+  | 6      |
| الصين          | 3   | 2   | 1     | 0   | 6  | 0    | 6+  | 7      |
| كوريا الجنوبية | 3   | 1   | 1     | 1   | 6  | 3    | 3+  | 4      |
| فيتنام         | 3   | 0   | 0     | 3   | 0  | 12   | 12– | 0      |

| أستراليا                                  | 2 – 0 | فيتنام |
| ----------------------------------------- | ----- | ------ |
| لينا كاميس 29' · كيلي ليدبروك 51' (ركلة.) |       |        |

| الصين | 0 – 0 | كوريا الجنوبية |
| ----- | ----- | -------------- |
|       |       |                |

| كوريا الجنوبية  | 1 – 3 | أستراليا                                           |
| --------------- | ----- | -------------------------------------------------- |
| كانغ سون مي 71' |       | كيم كارول 52' · ليزا دي فانا 59' · سامانثا كير 66' |

| فيتنام | 0 – 5 | الصين                                                                             |
| ------ | ----- | --------------------------------------------------------------------------------- |
|        |       | لي دانيانغ 8' · يوان فان 12' · زانغ روي 37' · بي يان 45+1' (ركلة.) · هان دوان 51' |

| الصين       | 1 – 0 | أستراليا |
| ----------- | ----- | -------- |
| زانغ روي 9' |       |          |

| فيتنام | 0 – 5 | كوريا الجنوبية                                             |
| ------ | ----- | ---------------------------------------------------------- |
|        |       | يو يونغ اي 20'، 21'، 66' · شا يون هي 28' · يونغ هي أين 36' |

## الأدوار النهائية
|  | نصف النهائي    | نصف النهائي    |       |         | النهائي       | النهائي |  |
|  |                |                |       |         |               |         |  |
|  | 27 مايو        |                |       |         |               |         |  |
|  | اليابان        | 0              |       |         |               |         |  |
|  | أستراليا       | 1              |       |         |               |         |  |
|  |                |                |       |         |               |         |  |
|  |                |                |       |         | 30 مايو       |         |  |
|  |                |                |       |         | أستراليا      | 1 (5)   |  |
|  |                | كوريا الشمالية | 1 (4) |         |               |         |  |
|  |                |                |       |         |               |         |  |
|  |                |                |       |         |               |         |  |
|  |                |                |       |         | المركز الثالث |         |  |
|  | 27 مايو        | 27 مايو        |       | 30 مايو | 30 مايو       |         |  |
|  | الصين          | 0              |       | اليابان | 2             |         |  |
|  | كوريا الشمالية | 1              |       |         | الصين         | 0       |  |

### نصف النهائي
| اليابان | 0 – 1                         | أستراليا       |
| ------- | ----------------------------- | -------------- |
|         | تقرير الاتحاد الآسيوي التقرير | كايت جيل 45+1' |

| الصين | 0 – 1 (وقت إضافي)             | كوريا الشمالية     |
| ----- | ----------------------------- | ------------------ |
|       | تقرير الاتحاد الآسيوي التقرير | كيم كيونغ هوا 109' |

### تحديد المركز الثالث
| اليابان                          | 2–0                           | الصين |
| -------------------------------- | ----------------------------- | ----- |
| كوزوي أندو 18' · هوماري ساوا 62' | تقرير الاتحاد الآسيوي التقرير |       |

### النهائي
| أستراليا | 1–1 (ب.و.إ.)                  | كوريا الشمالية |
| -------- | ----------------------------- | -------------- |
|          | تقرير الانحاد الآسيوي التقرير |                |